# Брайнин, Теодор Абрамович
Теодо́р Абра́мович Бра́йнин (около 1905, Казань — ?) — российский киноактёр, снимался как в немых, так и в звуковых фильмах.

## Семья
Теодор Брайнин был сыном Абрама Брайнина, известного оперного певца (тенора), певшего с Шаляпиным. О матери Т. Брайнина в настоящее время сведений нет. Его дедом был казанский часовой мастер Лазарь Брайнин, а бабушкой Мина Брайнина. У Т.Брайнина была сестра Людмила. См. также семейные связиБрайниных. 

Теодор Брайнин с отцом и сестрой. Около 1930 года

## Фильмография
- 1924 — Остап Бандура. Одесская киностудия. Режиссёр-постановщик — Владимир Гардин. Роль — крестьянин.
- 1926 — Свежий ветер. Фильм о рыбаках. Режиссёр-постановщик — Георгий Стабовой.
- 1926 — П.К.П.. Историко-революционный фильм. Режиссёр-постановщик — Георгий Стабовой. Роль - польский полковник Пулковский.
- 1926 — Беня Крик. Одесская киностудия. Фильм по рассказам и сценарию Исаака Бабеля, другое название — «Карьера Бени Крика»)[2]. Режиссёр-постановщик — Владимир Вильнер. Первоначально фильм планировался в постановке Сергея Эйзенштейна[3][4]. Брайнин снялся в роли Лёвки Быка.
- 1927 — Цемент. Фильм по роману Фёдора Гладкова[5]. Режиссёр-постановщик — Владимир Вильнер.
- 1927 — Подозрительный багаж. Другое название — «Апельсины из Химугля». Брайнин снялся в главной роли советского инженера Цукора, командированного в США и влюбившегося там в голливудскую кинозвезду[3].
- 1928 — Сквозь слёзы. Фильм по роману Шолом-Алейхема «Мотл — сын кантора Пейси», рассказам «Ножик» и «Зачарованный портной», другое название фильма — «Страницы прошлого»[3]. Режиссёр-постановщик — Григорий Гричер-Чериковер [6] (прославившийся как сценарист фильма «Еврейское счастье»).